# 欣畢梅佛塔

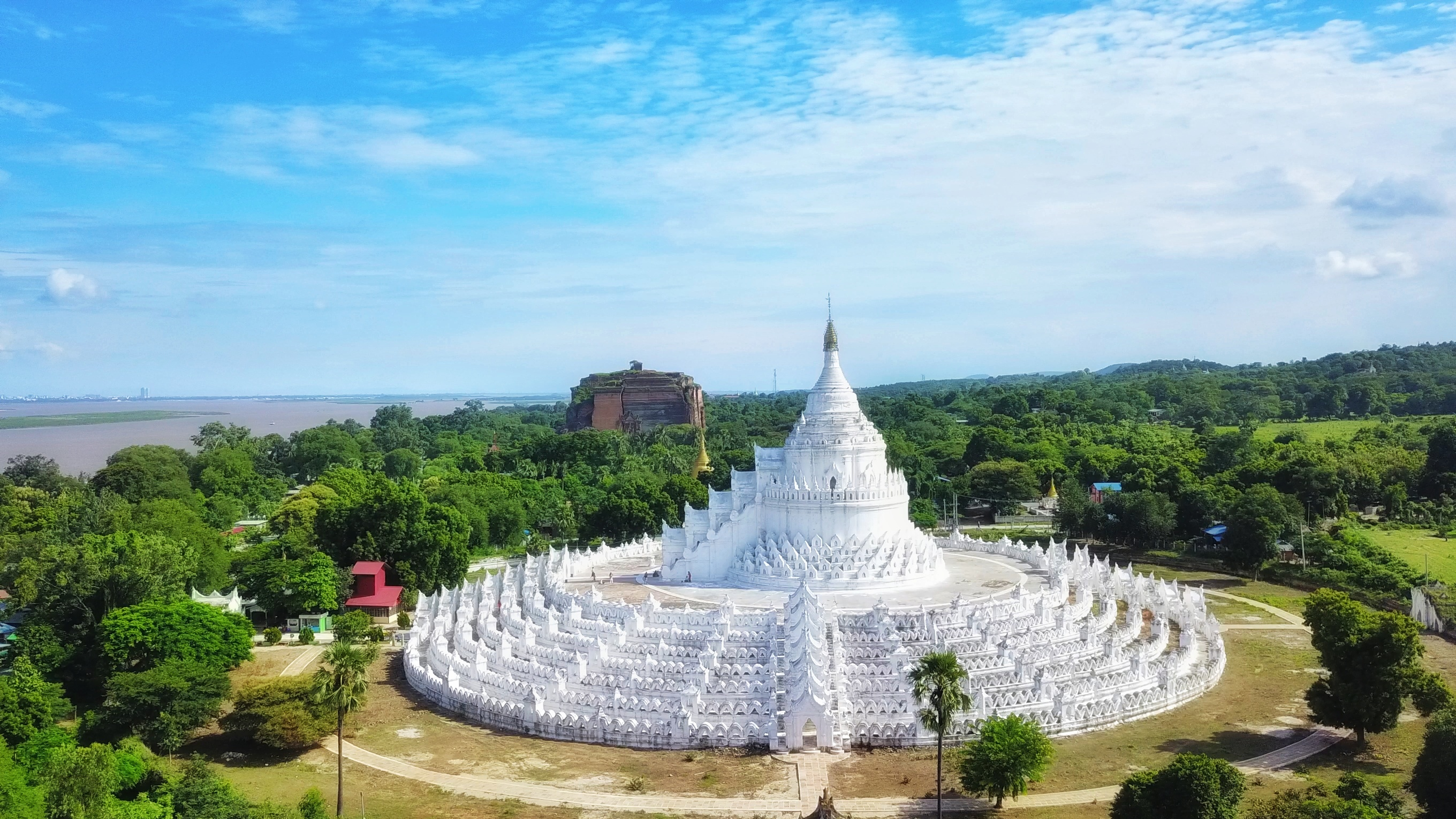
欣畢梅佛塔

22°03′20″N 96°00′59″E / 22.05556°N 96.01639°E
欣畢梅佛塔（緬甸語： [sʰɪ̀ɴ pʰjù mɛ̀ zèdì]，英語：Hsinbyume Pagoda），譯意為白象佛塔，為純白色的佛塔建築。位於緬甸第二大城市曼德勒實皆省西北方約11公里的敏貢鎮境內，建於伊洛瓦底江畔，距離有世界上最大的佛塔磚瓦遺跡之稱的敏貢大佛塔僅10分鐘車程。

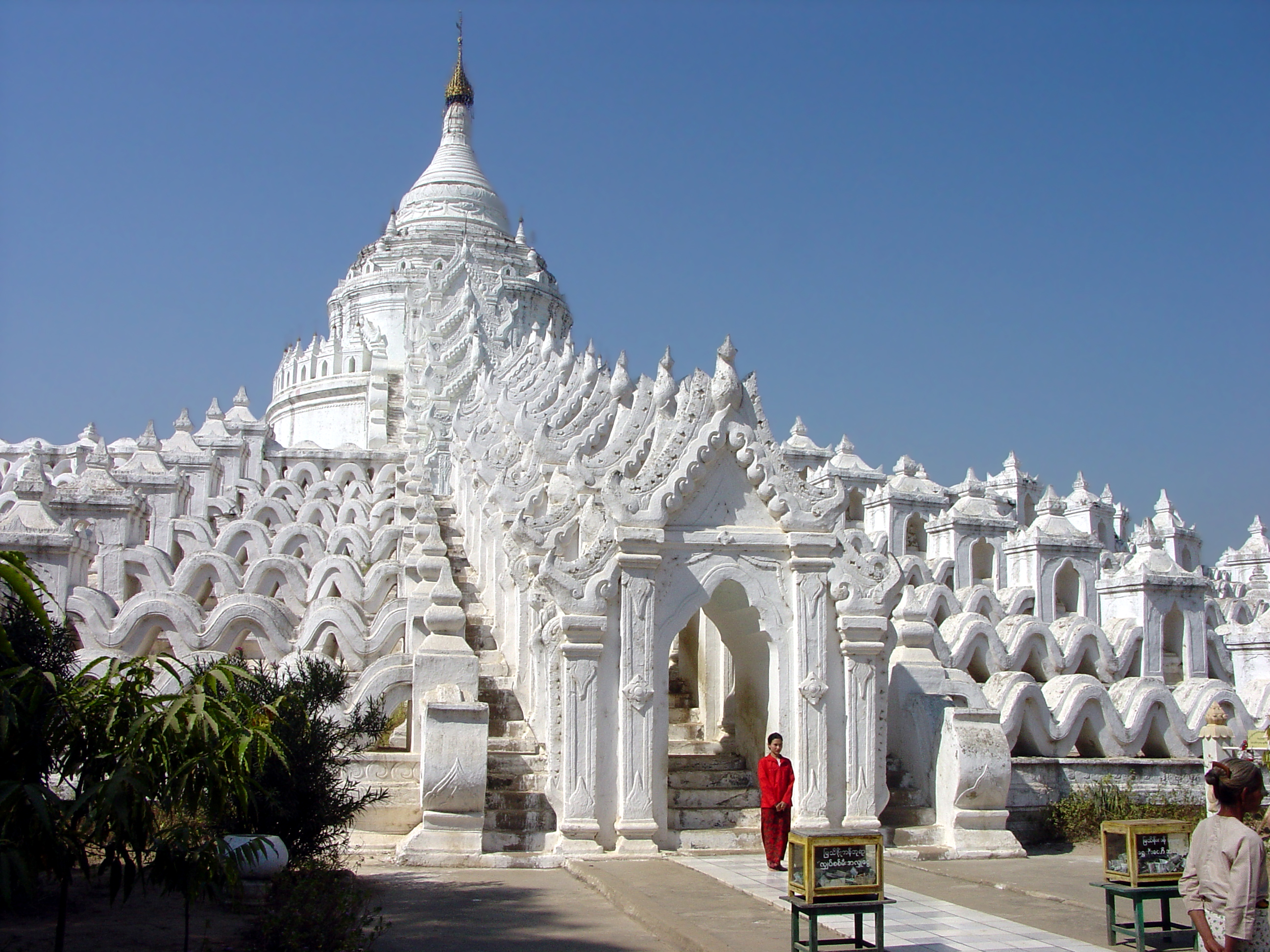
欣畢梅佛塔以佛教宇宙中心須彌山的概念來建造

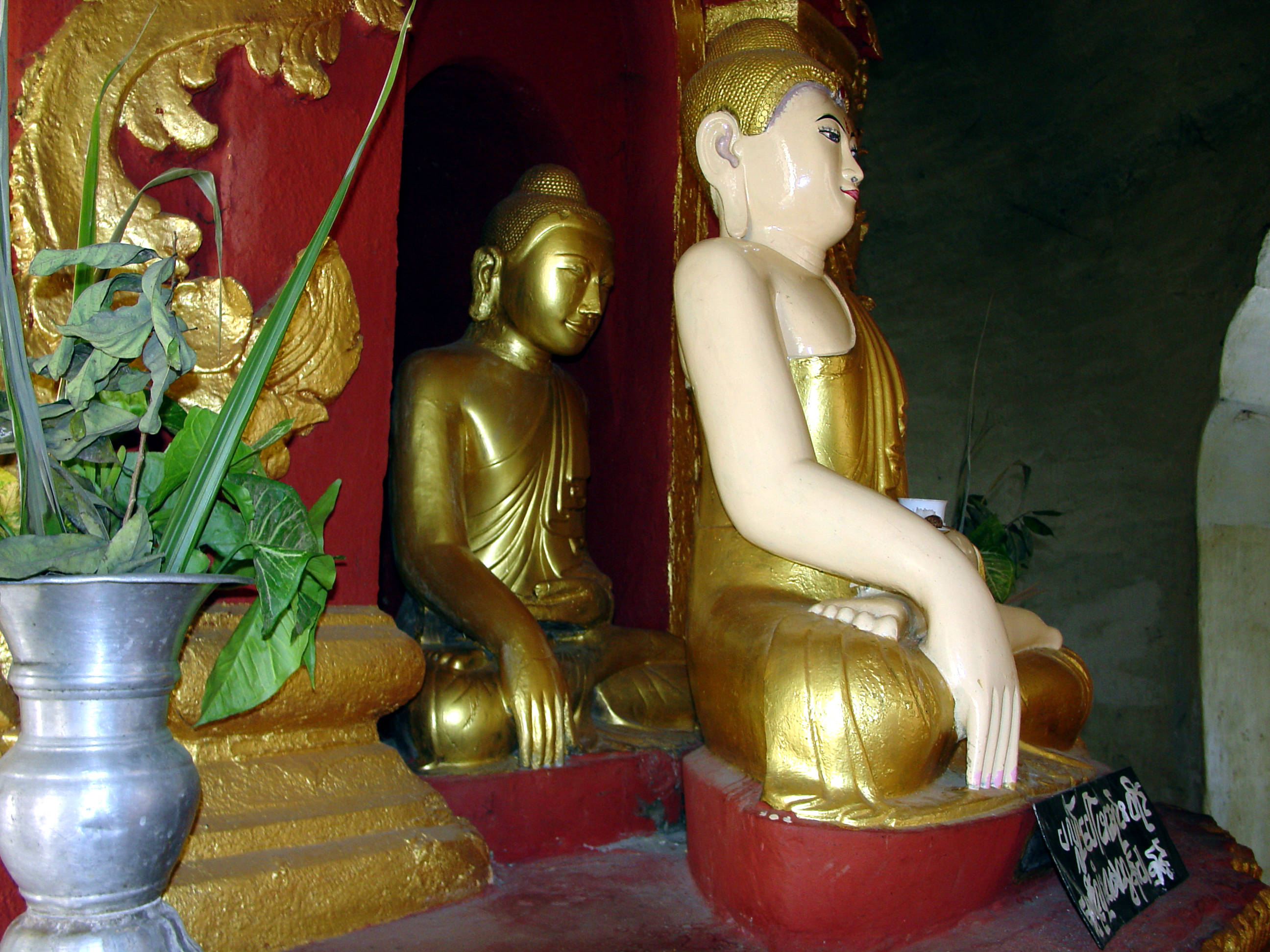
塔內供奉的釋迦牟尼佛像

## 興建年代

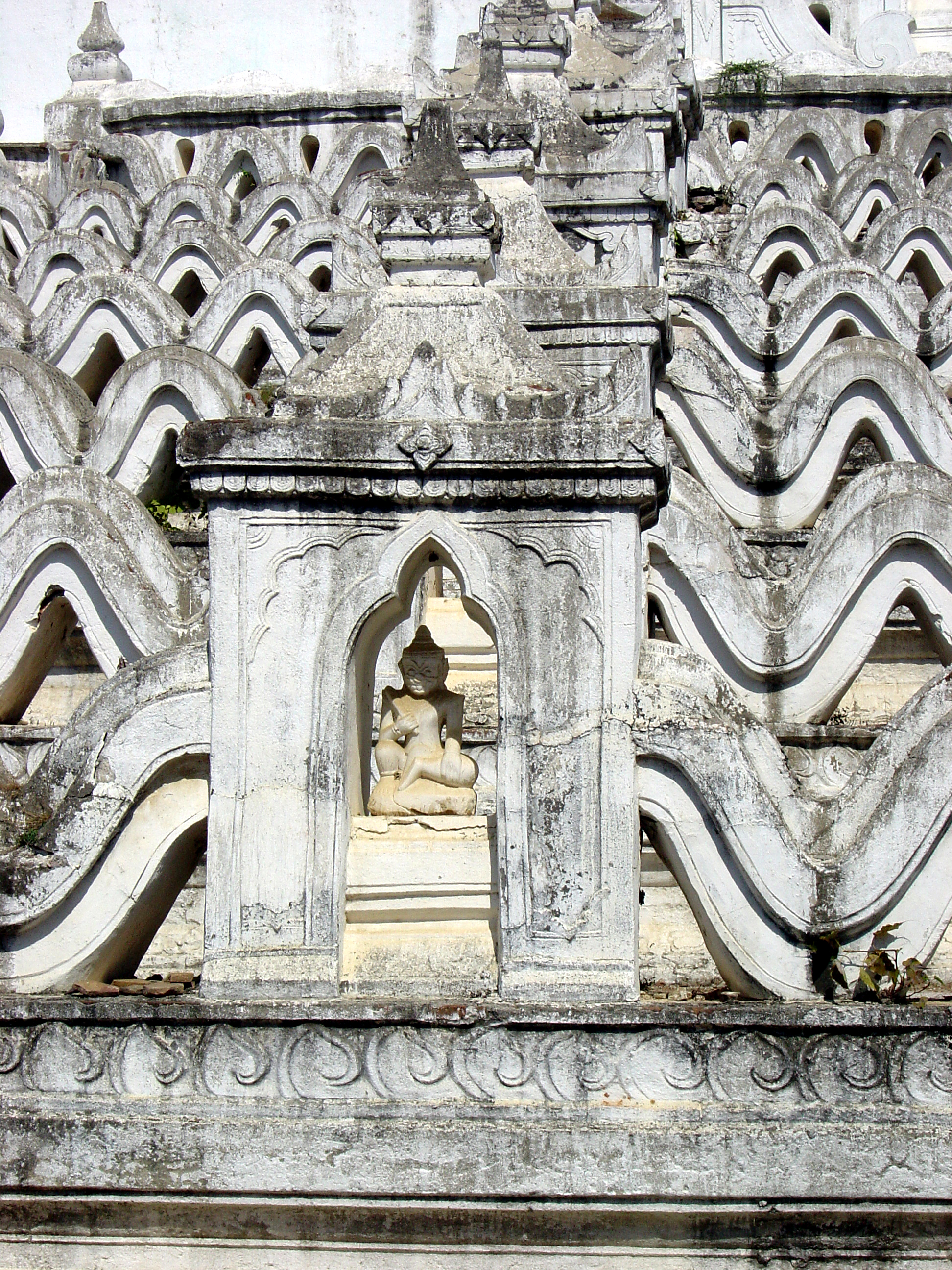
環繞佛塔的七香海波浪造形連接著小型佛塔

欣畢梅佛塔興建於1816年，為緬甸貢榜王朝實皆王巴基道（1819年－1837年）為了紀念他因難產逝去的第一任妻子欣畢梅公主（英語：Hsinbyume princess ，白象公主，1789年－1812年）而建立，佛塔的名稱也是以公主的名字來作命名。原塔於1839年阿瓦地震中受到嚴重破壞，現存的佛塔是1874年由緬甸敏東國王仿舊塔型式重建的修復塔。

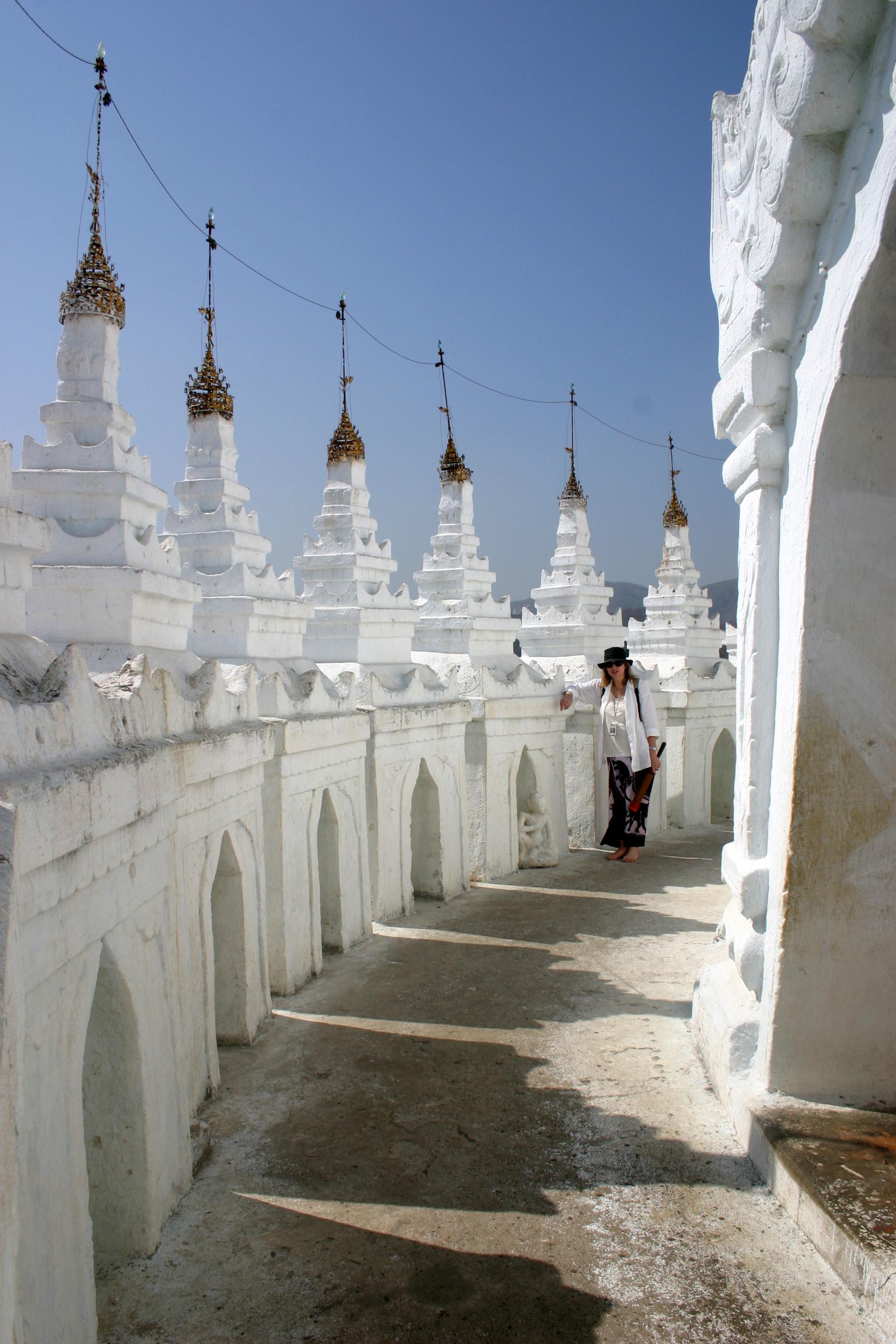
塔身四周圍繞著小佛塔

## 建築概念
欣畢梅佛塔的建築形式、風格與緬甸傳統的佛塔差異甚大，它是依據佛教的宇宙觀須彌山（妙高山）來設計建造。須彌山代表宇宙的中心，高八萬四千由旬 、寬也有八萬四千由旬，須彌山的山腰為四天王天，由四大天王負責保護鎮守，為佛教三界中欲界的第一層天，須彌山的山頂為忉利天（三十三天），欣畢梅中央的塔身即象徵須彌山，在中央的高塔裡供奉著釋迦牟尼佛，表示對佛陀的至高崇敬。須彌山底由七香海、七金山重重圍繞，在七金山外有鹹海，鹹海之外有大鐵圍山，四大部洲分立於鹹海的四方。欣畢梅塔四周設計了中型及小型的七級佛塔環繞著中央的佛塔，每一級的佛塔與佛塔間由波浪造形連結，正代表須彌山週圍的七重金山與七重香海。僅管佛塔的規模不是很大，但由於純白的塔身、波浪的曲線與層次井然的結構，使欣畢梅佛塔顯得格外的優雅莊重。從欣畢梅佛塔塔頂遠眺，可以看到伊洛瓦底江的延岸景色及著名的敏貢大佛塔。

## 供奉佛像
- 釋迦牟尼佛

## 外部連結
- 世界景點大全－欣畢梅佛塔[]
- 博雅旅游分享網－欣畢梅佛塔 （页面存档备份，存于）